# حامد البازي
حامد البازي (21 أوكتوبر 1920 - 25 يوليو 1995) من أبرز مؤرخي البصرة، وهو من هواة المؤرخين، شأنه شأن، عباس العزاوي، وعبد الرزاق الحسني، وخيري العمري، وصديق الدملوجي.. لم يتلق تعليما أكاديميا في التاريخ، وإنما اتجه إلى التاريخ من باب الرغبة في الاطلاع والتوثيق لما يحيط به من أحداث ومتغيرات. وقد شكلت كتاباته مصدرا مهما لكل من يريد كتابة تاريخ البصرة الحديث وخاصة فيما يعرف بالعصور المتأخرة. كتب عنه صديقنا الأستاذ حميد المطبعي في موسوعته (موسوعة أعلام العراق في القرن العشرين) بضعة أسطر.

## نشأته وطفولته
هو حامد علي تركي البازي، ولد في«محلة الخليلية» وهي من المحلات العريقة في البصرة سنة 1920، دخل المدرسة وهو ابن 10 سنوات.وكانت مدرسة السيف الابتدائية مدرسته، وقد استفاد من المحلة التي ولد فيها، والمحلة التي كانت فيها مدرسته الابتدائية في تكوين علاقات وثيقة بالناس فكان يصغي إلى كبار السن، ويتعقب الأخبار ويتردد علي مجالس المحلة التي تعقد ليلا ليسأل ندمائه عن أخبار البصرة، وينصت باهتمام إلي أحاديثهم الشخصية ويدون ما يهمه منها عن أيام مضت. وفي عام 1936 أكمل الدراسة الابتدائية ودخل متوسطة البصرة وكان الجو السياسي السائد آنذاك قومياً لذلك أسهم في تأسيس «جمعية اتحاد عرب الخليج» العلنية التي حظيت بدعم مجموعة من الضباط الوطنيين في البصرة آنذاك، وبعد انتقاله إلي ثانوية البصرة عام 1940 أصبح عمل الجمعية سريا بعد مقتل الملك غازي في نيسان 1939.كما اتصل بمجالس الأدباء والشعراء منذ عام 1936 وكانت تلك المجالس تعقد آنذاك في المساجد والمكتبات الأهلية. ومن أدباء تك الفترة الذين اتصل بهم وعاصرهم: كاظم محمود الصائب، وكاظم مكي حسن، ومحمد هادي الدفتر، وغالب الناهي وغيرهم. عرف بالعصامية، أي أنه كون نفسه بنفسه، ففي صباه كان يوفر نقودا من عمله ككاتب في (جراديق) التمر ويشتري بها كتبا ومجلات، وقد ولع باقتناء الكتب وكانت مكتبته صوعمته التي ينام فيها ويمضي ليله ونهاره فيها ولا يبارحها إلا ما ندر، وقيل أنها كانت تضم حوالي خمسة آلاف كتاب. اشتغل - منذ تفتح ذهنه على الأدب والثقافة عام 1935 وما بعده في فترات متقطعة من حياته - محررا ومصححا في الجرائد البصرية التي كانت تتخذ من المطابع التي تطبعها إدارات لها، ومن الصحف التي عمل فيها جريدة (الخبر)، وجريدة (البصرة) عام1945.
كان كمجايليه، وطنياً عراقياً، وقومياً عربياَ، لذلك اتجه إلى التاريخ في محاولة منه للعودة إلى الجذور والأصول. كما أولع بالتنقيب عن الغرائب والعجائب وتسجيل أيام المدينة وأحداثها ووثق لكثير من أخبارها.

## شبابه وحياته
ترك الدراسة بعد تخرجه من الإعدادية، واتجه نحو الوظيفة حيث عين قاطعا للتذاكر في محطة قطار المعقل.كان عضوا في اتحاد الأدباء والكتاب في العراق، وقد أسهم في نشاطات ثقافية، وتاريخية، وفكرية كثيرة خاصة في الفترة الواقعة بين أوائل الخمسينات وحتى أوائل التسعينات من القرن العشرين. كتب الدكتور رياض الاسدي مقالة قيمة بعنوان: «لنتذكر حامد البازي» قال فيها أن الأستاذ حامد البازي عرف بطيبته البصرية ككل أبناء البصرة، وكان أنيقا في ملبسه، وقد التقى به في بغداد أواسط الثمانينات من القرن الماضي. وأضاف: «جاء حامد البازي بغداد بطاقيته البيضاء الأليفة وبدلته السوداء النظيفة والمكوية جيدا. كان يهتم - - كثيرا بمظهره كما هم أبناء جيله من الأربعينيين العراقيين: كانت ربطة العنق ضرورية، وكذلك الحذاء المصبوغ جيدا، والذقن الحليق يوميا. وغالبا ما يكون القميص ابيض ناصعا: هكذا هم موظفوا الدولة العراقية العتيدون. وهكذا كانت المقابلة الصحفية التي أجريتها مع البازي في أول لقاء بعنوان:» البصرة مدينة ماء الورد «.. ثم تحدث البازي عن مكتبته وخشيته على كتبه وما إذا كان يمكن أن تسقط قذيفة ما، والحرب بين العراق وإيران مشتعلة، على تلك المكتبة التراثية التي تعدّ من أهم ما خلفه البازي لنا. أما أهم ما كان البازي يؤكد عليه هو تلك العلاقة الحميمة التي كانت تربطه بعبد العزيز الرشيد صاحب كتاب (تاريخ الكويت) المعروف ومدى إسهام البازي في توثيق الكثير مما جاء في ذلك الكتاب.»
والأستاذ حامد البازي متزوج من امرأتين، توفيت إحداهما في حياته.وقد كرم في حياته عدة مرات منها انه كرم بوسام المؤرخ العربي من قبل اتحاد المؤرخين العرب وضمن الوجبة الثالثة في الثاني من تشرين الأول سنة 1987 وذلك تقديرا لجهوده في توثيق تراث وتاريخ مدينته: البصرة.

## حياته كسياسي
ابتدأ البازي حياته السياسية منتميا إلى التيار العربي القومي، فلقد أسهم في أواسط الثلاثينات من القرن الماضي في تشكيلات وأحزاب قومية منها –كما سبق أن قدمنا -إسهامه الفاعل في تأسيس جمعية باسم (اتحاد عرب الخليج) وكان نشاط هذه الجمعية سريا وخاصة بعد وفاة الملك غازي (1933 ـ1939) في حادث سيارة غامض سنة 1939، وقد قيل في حينه أن الملك غازي قتل نتيجة توجهاته القومية ومعاداته للنفوذ بريطانيا.
كتب الأستاذ محمد صالح عبد الرضا عن المؤرخ البازي مقالا، ومما قاله إن البازي كان له ولع شديد بالكتاب منذ صغره، وقد اتصل بعدد كبير من الشعراء والأدباء البصريين وحضر مجالسهم الأدبية وقد دفعه ولعه بالكتاب والقراءة إلى العمل الصحفي مصححا في بعض الصحف البصرية، كصحيفة الخبر وصحيفة البصرة وخاصة بعد انتهاء الحرب العالمية الثانية. ومع انه ألف مجاميع قصصية منذ سنة 1950 وبعض كتب الأدب منها (مهيار الديلمي 1955)، و (الشراب الحلو 1956)، إلا انه تفرغ لانجاز مؤلفات لا تزال حتى يومنا هذا مخطوطة ولم يطلع عليها إلا عدد قليل من الباحثين وطلبة الدراسات العليا.. فمن مؤلفاته التي لا تزال تنتظر الطبع كتابه عن (تاريخ البصرة) ويقع في سبعة أجزاء، وكتاب (مختصر تاريخ البصرة في العهد العثماني) وكتاب عن (الثورة العراقية في العهد العثماني) وكتاب عن (الثورة العراقية لعام 1920).
عندما سأل الأستاذ عبد الرضا المؤرخ البازي في مقابلة معه أجراها سنة 1987 عن سر اهتمامه بالتاريخ وتاريخ البصرة بالذات قال إن: «تاريخ العراق عامة وتاريخ البصرة خاصة لذيذ وشيق للقارئ والسامع، حيث أن أخبار هذه الحقبة من الزمن (يقصد الفترة المظلمة في تاريخ العراق والممتدة منذ بدء السيطرة العثمانية 1538 وحتى احتلال البريطانيين للبصرة 1914 كان مطمورا وبعضه لايزال في طي المخطوطات والسجلات والمذكرات وكان شوقي للبحث قد دفعني إلى أن أتحمل المشاق وأتجشم المصاعب لاستقصي التاريخ، وأنا اقضي الليالي والأيام منهمكا بين الكتب والمكتبات والاتصال بالناس والعلماء والمعمرين لأحصل على أخبار ذكر بعضها في مصدر واحد أو جاء على لسان واحد مرة واحدة أو هو لايزال محجوزا في مكتبات أحد من الناس...» 

## حياته كمؤرخ
وفيما يتعلق بأسباب اهتمامه بالفترة المتأخرة من تاريخ البصرة يقول أن ذلك يرجع إلى اعتقاده بان حوادث هذه الفترة غامضة. وقد ركز الأستاذ حامد البازي في الجزء الأول من كتابه:«البصرة في الفترة المظلمة وما بعدها» على القرون الأربعة من التاريخ العثماني أي الممتدة من سنة 945 هجرية 1538 ميلادية إلى سنة 1333 هجرية 1914 ميلادية وكان يقصد بالمظلمة أن هذه الفترة مهملة من المؤرخين وبعبارة أخرى مظلومة تحتاج إلى دراسات وبحث لملامحها وأبعادها وموقعها في حركة التاريخ العراقي الحديث. لذلك فأن الكثير من أحداثها – كما يرى - غير موثق بعد. ولعل من المناسب القول أن كثيرا من مباحث كتابه قد نشرت في صحف بصرية منها جريدة التاجر وجريدة النهار وجريدة البريد ومجلة التاجر.
ويشير البازي إلى جهود ابنته (استقلال) في تبييض بعض مسودات الكتاب ومساعدته في توفير المصادر والمراجع كما أشاد بحواراته مع الأستاذ غالب الناهي والأستاذ عبود الشبر وتشجيعهما له في المضي في دراساته وبحوثه عن البصرة.وكانت خطته تقوم على دراسة تاريخ البصرة في قسمين اولهما يبحث في الفترة التي سبقت تأسيسها سنة 14 هجرية إلى سنة 940 هجرية وهو في جزئين أعد مسوداتهما. وثانيهما القسم الذي يبحث عن تاريخ البصرة في الفترة المظلمة وهو الذي تولى مواطنه الأستاذ علي البصري صاحب دار منشورات البصري في بغداد نشره في مطبعته مطبعة البصرة في 14 تشرين الأول سنة 1969.
ويعلل الأستاذ البازي سبب تقديمه القسم المتأخر من تاريخ البصرة في النشر وتأجيله التاريخ المتقدم إلى انه فعل ذلك «لغموض حواث هذا القسم وعدم سرد التاريخ لها فقد التقطت أخبار هذه الفترة من مصادر أكثرها لم تدخل المطبعة بعد عند كتابة تلك السطور». ويؤكد المؤرخ البازي على أن في عودته إلى مصادر الكتاب التاريخية كان يبتغي الدقة والصحة. كما انه يعمد إلى المقارنة بين المصادر ويسعى من اجل إزالة الغموض أو التضارب في سرد الأحداث.
ولاينكر المؤرخ البازي أهمية كتب الرحلات في توثيق تاريخ البصرة ويضرب على ذلك مثلا، رحلة ناصر خسرو، وهو رحالة إيراني زار البصرة سنة 1051 م، ورحلة مدام ديو لافوا التي زارت البصرة سنة 1881 ومن قبله الرحالة انجهولت الذي زار البصرة سنة 1886.ويقف البازي عند الدور التجاري الذي لعبته البصرة في الخليج العربي، ولا ينسى متابعة البنية الاجتماعية للبصرة في تلك المرحلة المبكرة من التاريخ الحديث، وهو في تأريخه للبصرة، يتناول حال الناس، وعلاقاتهم بالبحر، والصيد، ووسائط النقل، والسفن والمراكب، وتجارة التمور، والأمراض والأوبئة، والنكبات، والغزوات التي تعرضت لها البصرة مرارا وتكرارا.
فعلى سبيل المثال قال أن البصرة كثيرا ما كانت تتعرض لأسراب الجراد وهذا ما كان يدعو الأهالي في البصرة لتجنيد أنفسهم لمحاربته ليلا ونهارا، خاصة وان الجراد كان يضر الزروع، ويدوم وجوده لأكثر من أسبوعين ويتسبب الجرادفي ارتفاع أسعار الحاجيات.. كما كانت البصرة تتعرض للطاعون الذي يمتد إلى منطقة الأهواز بإيران وكثيرا ما كان الناس يهربون إلى الصحراء.
وقد أشار المؤرخ البازي إلى ما كان يعانيه البدو عند اشتداد الأزمات الاقتصادية ومن ذلك أنهم كانوا يبيعون خيولهم بأثمان رخيصة وذلك من اجل لوازمهم واحتياجاتهم من الحبوب والتمور. من مباحث كتابه: «البصرة في الفترة المظلمة» معنى البصرة وتأسيسها، تجارة البصرة مع تطور الزمن، البصرة قبة الدنيا، البصرة حاضرة زراعية تجارية، صفحات من تاريخ البصرة في الفترة المظلمة، بواخر النقل النهرية والبحرية، الطاعون في البصرة الصيرفة في البصرة، نشأة الصحافة البصرية، تاريخ تأسيس الشركات الوطنية والأجنبية، الملابس البصرية، ميناء أم قصر، المحاكم، الجمارك، الرحالة والسواح الذين زاروا البصرة، غرفة تجارة البصرة، أول سايلو يؤسس في البصرة، تجارة الصوف، وسائط النقل على الخيل والابلام العشارية والنصارية، الطابو في البصرة، السفن النهرية والبحرية التي كانت ترسو في شط العرب، طابع البريد من البصرة إلى بومبي وقيمته سنة 1863، العملة من البارة والمجيدي، أول انتخاب يجري لمختاري البصرة، مساحة البصرة ومحلاتها، أول قابلو بين البصرة والهند، علاقة البرتغاليين والهولنديين والإنجليز والمساقطة بالبصرة، الأراضي الأميرية والسلطان عبد الحميد الثاني 1876 -1909 المسيحيين واليهود والهنود في البصرة وإعداد نفوسهم ودورهم كصيارفة وتجار وصاغة، المبشرين، محلات اللهو والرهان على الخيول والكلاب والديكة.

## مؤلفاته
من نشاطاته انه عمل في توثيق تاريخ البصرة المتأخر بالصور الفوتوغرافيـة. ومـن مؤلفاته المطبوعة:
1. الشراب الحلو (قصص) عام 1950.
2. مع الناهي والنويهي عام 1954.
3. مهيار الديلمي عام 1956.
4. البصرة في الفترة المظلمة عام 1969.
5. الأهواز عام 1982.
6. حياة محمد.
7. الفتى العربي الأول علي بن أبي طالب.
8. ثورة العشرين ومساهمة البصرة فيها.

## مؤلفاته المخطوطة
1. تاريخ البصرة الكبير، في سبعة أجزاء.
2. مختصر تأريخ البصرة في العهد العثماني.
3. رقصة الهيوة.
4. أغاني الخليج العربي.
5. الثورة العراقية عام 1920.

## اقتباساته وبحوثه
كتب عنه كفاح كاظم الخزعلي مقالا قال فيه: «أن الأستاذ البازي ولد في محلة بصرية عريقة تسمى الخليلية، وهي إحدى قلاع المقاومة ضد البريطانيين الذين احتلوا البصرة سنة 1914 وقد عمل في دائرة السكك الحديد في البصرة بمنصب:» رئيس ملاحظين«للمدة من 1943-1978، واهتم بتدوين تاريخ البصرة وأحداثها المهمة والحديث عنها في المجالس والدواوين البصرية وكان ضليعا في معرفة حياة الصيد والبحر عند البصريين وحرص على تعريف الأجيال الجديدة بما كانت عليه مدينتهم»

## وفاته
مرض الأستاذ حامد علي البازي وزاره فريق طبي برئاسة الدكتور عبد الأمير الثامري المدير العام الأسبق للصحة في البصرة وقدم له الفريق الخدمة الطبية اللازمة لكن المرض اشتد عليه ولم يمهله طويلا فتوفي يوم 25 تموز سنة 1995، ودفن في مقبرة النجف الشهيرة في النجف.